# Чекрушанское сельское поселение
Чекрушанское се́льское поселе́ние — муниципальное образование в Тарском районе Омской области Российской Федерации.
Административный центр — село Чекрушево.

## История
Статус и границы сельского поселения установлены Законом Омской области от 30 июля 2004 года № 548-ОЗ «О границах и статусе муниципальных образований Омской области»

## Население
| 2010  | 2011  | 2012  | 2013  | 2014  | 2015  | 2016  |
| ----- | ----- | ----- | ----- | ----- | ----- | ----- |
| 1018  | ↘1015 | ↘1011 | ↗1017 | ↘1007 | ↘998  | ↗1031 |
| 2017  | 2018  | 2019  | 2020  | 2021  | 2023  |       |
| ↗1035 | ↘1013 | ↘989  | ↘975  | ↗1063 | ↘1047 |       |

## Состав сельского поселения
| № | Населённый пункт | Тип населённого пункта       | Население |
| - | ---------------- | ---------------------------- | --------- |
| 1 | Петрово          | село                         | ↗223      |
| 2 | Чекрушево        | село, административный центр | ↗795      |